# Байдин, Николай Анатольевич
Николай Анатольевич Байдин (1919—1993) — сварщик треста «Нефтепроводмонтаж», Герой Социалистического Труда.

## Биография
Родился 5 мая 1919 года в с. Гамицы Осинского уезда Пермской губернии (ныне Осинского района Пермского края).
Трудовую деятельность начал в 1930 г. колхозником, затем работал разнорабочим в торговой сети Осинского района. В 1937—1943 гг. — ученик электросварщика, электросварщик Пермского завода имени Серго Орджоникидзе, в 1943—1946 гг. — электросварщик в строительных организациях Астрахани и Саратова. С 1946 г. работал электросварщиком строительно-монтажного управления № 74 Уфимского треста «Нефтепроводмонтаж».
В годы войны строил нефтепровод из Астрахани в Саратов.
Затем участвовал в строительстве газопровода «Саратов—Москва», варил трубы на нефтепроводе «Туймазы—Уфа». Строил нефтепровод «Шкапово—Ишимбай» и газопровод «Шкапово—Магнитогорск», участвовал в строительстве газовой трассы «Бухара—Урал».
За выдающиеся успехи, достигнутые в строительстве и производстве строительных материалов, Указом Президиума Верховного Совета СССР от 9 августа 1958 г. Н. А. Байдину присвоено звание Героя Социалистического Труда.
В 1959—1987 гг. работал мастером производственного обучения по электродуговой сварке труб сварщиков треста «Нефтепроводмонтаж».
Умер 7 июля 1993 года в Уфе.

## Награды
- Герой Социалистического Труда (1958).
- Награждён орденами Ленина (1948, 1958), Трудового Красного Знамени (1943), медалями